# Phase de groupes de la Ligue Europa 2009-2010
Cet article présente les résultats détaillés de la phase de groupes de l'édition 2009-2010 de la Ligue Europa.

## Qualification et répartition
Selon le règlement, une place est prévue au tenant du titre, dix à chacun des perdants des barrages de la Ligue des champions, et trente-sept à chacun des vainqueurs des barrages de la Ligue Europa. Cependant, le Shaktior Donetsk, tenant du titre, en tant que vice-champion d'Ukraine s'est qualifié pour le troisième tour de qualification de la Ligue des champions. L'UEFA a donc modifié le tableau d'accès et a créé un trente-huitième barrage à la place du tenant du titre. 
Les 48 équipes sont réparties en douze groupes de quatre et s'affrontent dans des mini-championnats similaire aux groupes de la Ligue des champions. Les deux meilleures équipes de chaque groupe, soit un total de vingt-quatre équipes, se qualifient pour les seizièmes de finale où elles sont rejointes par les huit repêchés de la phase de groupes de la Ligue des Champions de l'UEFA 2009-2010. Les 4 meilleurs repêchés et les 12 premiers des groupes joueront le match retour des seizièmes de finale à domicile.
Pour la répartition des clubs dans les douze groupes, l'UEFA s'est servie du coefficient UEFA. Les 48 équipes sont réparties par niveau en quatre pots. Un groupe est composé d'une équipe provenant de chaque pot.
| Pot 1             | Pot 1  | Pot 2             | Pot 2  | Pot 3                | Pot 3  | Pot 4               | Pot 4  |
| ----------------- | ------ | ----------------- | ------ | -------------------- | ------ | ------------------- | ------ |
| Werder Brême      | 91,339 | Fenerbahçe SK     | 52,445 | Hertha Berlin        | 26,339 | FK CSKA Sofia       | 14,250 |
| Villarreal CF     | 80,853 | FC Bâle           | 51,050 | AC Sparta Prague     | 26,150 | Toulouse FC         | 14,033 |
| AS Rome           | 78,582 | Lille OSC         | 47,033 | FC Dinamo Bucarest   | 25,781 | CFR Cluj            | 13,781 |
| PSV Eindhoven     | 75,826 | Celtic Glasgow    | 40,575 | AEK Athènes FC       | 25,633 | Genoa CFC           | 12,582 |
| Shakhtar Donetsk  | 74,370 | Everton FC        | 35,899 | SK Slavia Prague     | 25,150 | Rapid Vienne        | 8,565  |
| Sporting Portugal | 68,292 | Club Bruges KV    | 34,065 | PFK Levski Sofia     | 24,250 | FC Timişoara        | 7,781  |
| Hambourg SV       | 67,339 | SC Heerenveen     | 33,826 | Athletic Bilbao      | 23,853 | BATE Borisov        | 7,733  |
| Benfica Lisbonne  | 64,292 | Galatasaray SK    | 33,445 | FK Partizan Belgrade | 23,050 | CD Nacional         | 7,292  |
| Valencia CF       | 59,853 | RSC Anderlecht    | 32,065 | Hapoël Tel-Aviv      | 18,050 | Red Bull Salzbourg  | 6,565  |
| Panathinaïkos     | 56,633 | FK Austria Vienne | 31,565 | FC Twente            | 17,826 | SK Sturm Graz       | 3,565  |
| Ajax Amsterdam    | 54,826 | FC Copenhague     | 26,890 | Dinamo Zagreb        | 16,466 | FK Ventspils        | 2,832  |
| Steaua Bucarest   | 53,781 | SS Lazio Rome     | 26,582 | Fulham FC            | 15,899 | FC Sheriff Tiraspol | 1,333  |

En italique, les clubs repêchés des barrages de la Ligue des Champions.

## Critères de départage
Selon l'article 7.05 du règlement de la compétition, si deux équipes ou plus sont à égalité de points à l'issue des matchs de groupe, les critères suivants sont appliqués dans l'ordre pour départager :
1. plus grand nombre de points « particuliers » (obtenus dans les matches de groupe disputés entre les équipes concernées);
2. meilleure différence de buts « particulière » (dans les matches de groupe disputés entre les équipes concernées);
3. plus grand nombre de buts marqués à l’extérieur dans les matches de groupe disputés entre les équipes concernées;
4. meilleure différence de buts sur tous les matches de groupe;
5. plus grand nombre de buts marqués;
6. plus grand nombre de points au coefficient UEFA.

Légende des classements
- Qualification pour les seizièmes de finale de la Ligue Europa 2009-2010
- Élimination des compétitions européennes de la saison

## Groupe A
| Rang | Équipe         | Pts | J | G | N | P | Bp | Bc | Diff |
| ---- | -------------- | --- | - | - | - | - | -- | -- | ---- |
| 1    | RSC Anderlecht | 11  | 6 | 3 | 2 | 1 | 9  | 4  | +5   |
| 2    | Ajax Amsterdam | 11  | 6 | 3 | 2 | 1 | 8  | 6  | +2   |
| 3    | Dinamo Zagreb  | 6   | 6 | 2 | 0 | 4 | 6  | 8  | -2   |
| 4    | FC Timişoara   | 5   | 6 | 1 | 2 | 3 | 4  | 9  | -5   |

| 1re journée               | Ajax Amsterdam | 0 - 0 | FC Timişoara | Amsterdam ArenA, Amsterdam                  |                                             |
| 17 septembre 2009 19 h 00 |                |       |              | Spectateurs : 25 391 Arbitrage : Alon Yefet | Spectateurs : 25 391 Arbitrage : Alon Yefet |
| 17 septembre 2009 19 h 00 | Rapport        |       |              | Spectateurs : 25 391 Arbitrage : Alon Yefet | Spectateurs : 25 391 Arbitrage : Alon Yefet |

| 1re journée               | Dinamo Zagreb | 0 - 2   | RSC Anderlecht             | Maksimir, Zagreb                             |                                              |
| 17 septembre 2009 19 h 00 |               | (0 - 0) | Bernárdez 74e · Legear 88e | Spectateurs : 15 000 Arbitrage : Zsolt Szabo | Spectateurs : 15 000 Arbitrage : Zsolt Szabo |
| 17 septembre 2009 19 h 00 | Rapport       |         |                            | Spectateurs : 15 000 Arbitrage : Zsolt Szabo | Spectateurs : 15 000 Arbitrage : Zsolt Szabo |

| 2e journée               | RSC Anderlecht | 1 - 1   | Ajax Amsterdam | Stade Constant Vanden Stock, Bruxelles              |                                                     |
| 1er octobre 2009 21 h 05 | Legear 85e     | (0 - 0) | Rommedahl 72e  | Spectateurs : 23 000 Arbitrage : Kristinn Jakobsson | Spectateurs : 23 000 Arbitrage : Kristinn Jakobsson |
| 1er octobre 2009 21 h 05 | Rapport        |         |                | Spectateurs : 23 000 Arbitrage : Kristinn Jakobsson | Spectateurs : 23 000 Arbitrage : Kristinn Jakobsson |

| 2e journée               | FC Timişoara | 0 - 3   | Dinamo Zagreb                        | Dan Paltinisanu, Timișoara                       |                                                  |
| 1er octobre 2009 21 h 05 |              | (0 - 1) | Badelj 8e · Sammir 52e · Morales 59e | Spectateurs : 10 000 Arbitrage : Peter Rasmussen | Spectateurs : 10 000 Arbitrage : Peter Rasmussen |
| 1er octobre 2009 21 h 05 | Rapport      |         |                                      | Spectateurs : 10 000 Arbitrage : Peter Rasmussen | Spectateurs : 10 000 Arbitrage : Peter Rasmussen |

| 3e journée              | FC Timişoara | 0 - 0 | RSC Anderlecht | Dan Paltinisanu, Timișoara                         |                                                    |
| 22 octobre 2009 21 h 05 |              |       |                | Spectateurs : 10 000 Arbitrage : Claudio Circhetta | Spectateurs : 10 000 Arbitrage : Claudio Circhetta |
| 22 octobre 2009 21 h 05 | Rapport      |       |                | Spectateurs : 10 000 Arbitrage : Claudio Circhetta | Spectateurs : 10 000 Arbitrage : Claudio Circhetta |

| 3e journée              | Ajax Amsterdam                   | 2 - 1   | Dinamo Zagreb | Amsterdam ArenA, Amsterdam                        |                                                   |
| 22 octobre 2009 21 h 05 | Suárez 3e (pen.) · Rommedahl 81e | (1 - 0) | Tomečak 90+3e | Spectateurs : 30 700 Arbitrage : Thomas Einwaller | Spectateurs : 30 700 Arbitrage : Thomas Einwaller |
| 22 octobre 2009 21 h 05 | Rapport                          |         |               | Spectateurs : 30 700 Arbitrage : Thomas Einwaller | Spectateurs : 30 700 Arbitrage : Thomas Einwaller |

| 4e journée              | RSC Anderlecht                                   | 3 - 1   | FC Timişoara | Stade Constant Vanden Stock, Bruxelles        |                                               |
| 5 novembre 2009 19 h 00 | Suárez 29e (pen.) · Boussoufa 69e · Legear 90+5e | (1 - 0) | Parks 51e    | Spectateurs : 14 000 Arbitrage : Tony Chapron | Spectateurs : 14 000 Arbitrage : Tony Chapron |
| 5 novembre 2009 19 h 00 | Rapport                                          |         |              | Spectateurs : 14 000 Arbitrage : Tony Chapron | Spectateurs : 14 000 Arbitrage : Tony Chapron |

| 4e journée              | Dinamo Zagreb | 0 - 2   | Ajax Amsterdam                | Maksimir, Zagreb                      |                                       |
| 5 novembre 2009 19 h 00 |               | (0 - 2) | Pantelić 13e · De Zeeuw 45+1e | Spectateurs : 0 Arbitrage : Mike Dean | Spectateurs : 0 Arbitrage : Mike Dean |
| 5 novembre 2009 19 h 00 | Rapport       |         |                               | Spectateurs : 0 Arbitrage : Mike Dean | Spectateurs : 0 Arbitrage : Mike Dean |

| 5e journée              | FC Timişoara | 1 - 2   | Ajax Amsterdam           | Dan Paltinisanu, Timișoara                        |                                                   |
| 2 décembre 2009 21 h 05 | Goga 2e      | (1 - 1) | Suárez 8e · Pantelić 46e | Spectateurs : 8 085 Arbitrage : Paolo Tagliavento | Spectateurs : 8 085 Arbitrage : Paolo Tagliavento |
| 2 décembre 2009 21 h 05 | Rapport      |         |                          | Spectateurs : 8 085 Arbitrage : Paolo Tagliavento | Spectateurs : 8 085 Arbitrage : Paolo Tagliavento |

| 5e journée              | RSC Anderlecht | 0 - 1   | Dinamo Zagreb | Stade Constant Vanden Stock, Bruxelles           |                                                  |
| 2 décembre 2009 21 h 05 |                | (0 - 0) | Slepička 57e  | Spectateurs : 16 000 Arbitrage : Dougie McDonald | Spectateurs : 16 000 Arbitrage : Dougie McDonald |
| 2 décembre 2009 21 h 05 | Rapport        |         |               | Spectateurs : 16 000 Arbitrage : Dougie McDonald | Spectateurs : 16 000 Arbitrage : Dougie McDonald |

| 6e journée               | Ajax Amsterdam | 1 - 3   | RSC Anderlecht                       | Amsterdam ArenA, Amsterdam                    |                                               |
| 17 décembre 2009 19 h 00 | Emanuelson 76e | (0 - 3) | Lukaku 13e · Lukaku 23e · Legear 44e | Spectateurs : 36 156 Arbitrage : Cüneyt Çakır | Spectateurs : 36 156 Arbitrage : Cüneyt Çakır |
| 17 décembre 2009 19 h 00 | Rapport        |         |                                      | Spectateurs : 36 156 Arbitrage : Cüneyt Çakır | Spectateurs : 36 156 Arbitrage : Cüneyt Çakır |

| 6e journée               | Dinamo Zagreb        | 1 - 2   | FC Timişoara         | Maksimir, Zagreb                                    |                                                     |
| 17 décembre 2009 19 h 00 | Scutaru 81e (c.s.c.) | (0 - 0) | Bucur 67e · Goga 85e | Spectateurs : 0 Arbitrage : Carlos Velasco Carballo | Spectateurs : 0 Arbitrage : Carlos Velasco Carballo |
| 17 décembre 2009 19 h 00 | Rapport              |         |                      | Spectateurs : 0 Arbitrage : Carlos Velasco Carballo | Spectateurs : 0 Arbitrage : Carlos Velasco Carballo |

## Groupe B
| Rang | Équipe           | Pts | J | G | N | P | Bp | Bc | Diff |
| ---- | ---------------- | --- | - | - | - | - | -- | -- | ---- |
| 1    | Valence CF       | 12  | 6 | 3 | 3 | 0 | 12 | 8  | +4   |
| 2    | Lille OSC        | 10  | 6 | 3 | 1 | 2 | 15 | 9  | +6   |
| 3    | Genoa CFC        | 7   | 6 | 2 | 1 | 3 | 8  | 10 | -2   |
| 4    | SK Slavia Prague | 3   | 6 | 0 | 3 | 3 | 5  | 13 | -8   |

| 1re journée               | Lille OSC    | 1 - 1   | Valencia CF | Stadium Lille Métropole, Villeneuve-d'Ascq           |                                                      |
| 17 septembre 2009 19 h 00 | Gervinho 86e | (0 - 0) | Mata 78e    | Spectateurs : 14 676 Arbitrage : Alexandru Dan Tudor | Spectateurs : 14 676 Arbitrage : Alexandru Dan Tudor |
| 17 septembre 2009 19 h 00 | Rapport      |         |             | Spectateurs : 14 676 Arbitrage : Alexandru Dan Tudor | Spectateurs : 14 676 Arbitrage : Alexandru Dan Tudor |

| 1re journée               | Genoa CFC               | 2 - 0   | SK Slavia Prague | Stade Luigi Ferraris, Gênes                      |                                                  |
| 17 septembre 2009 19 h 00 | Zapater 4e · Sculli 39e | (1 - 0) |                  | Spectateurs : 20 629 Arbitrage : Manuel De Sousa | Spectateurs : 20 629 Arbitrage : Manuel De Sousa |
| 17 septembre 2009 19 h 00 | Rapport                 |         |                  | Spectateurs : 20 629 Arbitrage : Manuel De Sousa | Spectateurs : 20 629 Arbitrage : Manuel De Sousa |

| 2e journée               | SK Slavia Prague | 1 - 5   | Lille OSC                                                     | Stadion Eden, Prague                                 |                                                      |
| 1er octobre 2009 21 h 05 | Belaid 6e (pen.) | (1 - 0) | 47e (csc) Suchý · 71e Frau · 85e 90+1e Gervinho · 88e Souquet | Spectateurs : 9 158 Arbitrage : Robert Schörgenhofer | Spectateurs : 9 158 Arbitrage : Robert Schörgenhofer |
| 1er octobre 2009 21 h 05 | Rapport          |         |                                                               | Spectateurs : 9 158 Arbitrage : Robert Schörgenhofer | Spectateurs : 9 158 Arbitrage : Robert Schörgenhofer |

| 2e journée               | Valencia CF                                          | 3 - 2   | Genoa CFC                        | Estadio de Mestalla, Valence                  |                                               |
| 1er octobre 2009 21 h 05 | David Silva 52e · Žigić 56e · David Villa 82e (pen.) | (0 - 1) | Floccari 43e · Kharja 64e (pen.) | Spectateurs : 23 000 Arbitrage : Cüneyt Cakir | Spectateurs : 23 000 Arbitrage : Cüneyt Cakir |
| 1er octobre 2009 21 h 05 | Rapport                                              |         |                                  | Spectateurs : 23 000 Arbitrage : Cüneyt Cakir | Spectateurs : 23 000 Arbitrage : Cüneyt Cakir |

| 3e journée              | Lille OSC                              | 3 - 0   | Genoa CFC | Stadium Lille Métropole, Villeneuve-d'Ascq     |                                                |
| 22 octobre 2009 21 h 05 | Obraniak 38e · Vittek 63e · Hazard 84e | (1 - 0) |           | Spectateurs : 16 500 Arbitrage : Darko Ceferin | Spectateurs : 16 500 Arbitrage : Darko Ceferin |
| 22 octobre 2009 21 h 05 | Rapport                                |         |           | Spectateurs : 16 500 Arbitrage : Darko Ceferin | Spectateurs : 16 500 Arbitrage : Darko Ceferin |

| 3e journée              | Valencia CF | 1 - 1   | SK Slavia Prague | Estadio de Mestalla, Valence                    |                                                 |
| 22 octobre 2009 21 h 05 | Navarro 63e | (0 - 1) | Naumov 28e       | Spectateurs : 18 000 Arbitrage : Serge Gumienny | Spectateurs : 18 000 Arbitrage : Serge Gumienny |
| 22 octobre 2009 21 h 05 | Rapport     |         |                  | Spectateurs : 18 000 Arbitrage : Serge Gumienny | Spectateurs : 18 000 Arbitrage : Serge Gumienny |

| 4e journée              | Genoa CFC                               | 3 - 2   | Lille OSC               | Stade Luigi Ferraris, Gênes                  |                                              |
| 5 novembre 2009 19 h 00 | Palacio 14e · Crespo 58e · Sculli 90+3e | (1 - 0) | 76e Frau · 84e Gervinho | Spectateurs : 18 000 Arbitrage : Bas Nijhuis | Spectateurs : 18 000 Arbitrage : Bas Nijhuis |
| 5 novembre 2009 19 h 00 | Rapport                                 |         |                         | Spectateurs : 18 000 Arbitrage : Bas Nijhuis | Spectateurs : 18 000 Arbitrage : Bas Nijhuis |

| 4e journée              | SK Slavia Prague           | 2 - 2   | Valencia CF                     | Stadion Eden, Prague                               |                                                    |
| 5 novembre 2009 19 h 00 | · Janda 79e · Grajciar 82e | (0 - 1) | Joaquín 22e (pen.) · Maduro 47e | Spectateurs : 10 624 Arbitrage : Svein Oddvar Moen | Spectateurs : 10 624 Arbitrage : Svein Oddvar Moen |
| 5 novembre 2009 19 h 00 | Rapport                    |         |                                 | Spectateurs : 10 624 Arbitrage : Svein Oddvar Moen | Spectateurs : 10 624 Arbitrage : Svein Oddvar Moen |

| 5e journée              | Valencia CF               | 3 - 1   | Lille OSC     | Estadio de Mestalla, Valence               |                                            |
| 2 décembre 2009 21 h 05 | Joaquín 3e 32e · Mata 53e | (2 - 0) | Chedjou 90+2e | Spectateurs : 20 000 Arbitrage : Mike Dean | Spectateurs : 20 000 Arbitrage : Mike Dean |
| 2 décembre 2009 21 h 05 | Rapport                   |         |               | Spectateurs : 20 000 Arbitrage : Mike Dean | Spectateurs : 20 000 Arbitrage : Mike Dean |

| 5e journée              | SK Slavia Prague | 0 - 0 | Genoa CFC | Stadion Eden, Prague                         |                                              |
| 2 décembre 2009 21 h 05 |                  |       |           | Spectateurs : 9 443 Arbitrage : Knut Kircher | Spectateurs : 9 443 Arbitrage : Knut Kircher |
| 2 décembre 2009 21 h 05 | Rapport          |       |           | Spectateurs : 9 443 Arbitrage : Knut Kircher | Spectateurs : 9 443 Arbitrage : Knut Kircher |

| 6e journée               | Lille OSC                                | 3 - 1   | SK Slavia Prague | Stadium Lille Métropole, Villeneuve-d'Ascq     |                                                |
| 17 décembre 2009 19 h 00 | Cabaye 24e · Gervinho 39e · Obraniak 79e | (2 - 0) | Vlcek 56e        | Spectateurs : 15 358 Arbitrage : Hannes Kaasik | Spectateurs : 15 358 Arbitrage : Hannes Kaasik |
| 17 décembre 2009 19 h 00 | Rapport                                  |         |                  | Spectateurs : 15 358 Arbitrage : Hannes Kaasik | Spectateurs : 15 358 Arbitrage : Hannes Kaasik |

| 6e journée               | Genoa CFC  | 1 - 2   | Valencia CF                        | Stade Luigi Ferraris, Gênes                 |                                             |
| 17 décembre 2009 19 h 00 | Crespo 51e | (0 - 1) | Bruno Saltor 45e · David Villa 95e | Spectateurs : 25 000 Arbitrage : Alan Kelly | Spectateurs : 25 000 Arbitrage : Alan Kelly |
| 17 décembre 2009 19 h 00 | Rapport    |         |                                    | Spectateurs : 25 000 Arbitrage : Alan Kelly | Spectateurs : 25 000 Arbitrage : Alan Kelly |

## Groupe C
| Rang | Équipe          | Pts | J | G | N | P | Bp | Bc | Diff |
| ---- | --------------- | --- | - | - | - | - | -- | -- | ---- |
| 1    | Hapoël Tel-Aviv | 12  | 6 | 4 | 0 | 2 | 13 | 8  | +5   |
| 2    | Hambourg SV     | 10  | 6 | 3 | 1 | 2 | 7  | 6  | +1   |
| 3    | Celtic Glasgow  | 6   | 6 | 1 | 3 | 2 | 7  | 7  | 0    |
| 4    | Rapid Vienne    | 5   | 6 | 1 | 2 | 3 | 8  | 14 | -6   |

| 1re journée               | Hapoël Tel-Aviv          | 2 - 1   | Celtic de Glasgow | Bloomfield Stadium, Tel Aviv                   |                                                |
| 17 septembre 2009 19 h 00 | Vučićević 75e · Lala 88e | (0 - 1) | Samaras 25e       | Spectateurs : 11 000 Arbitrage : Paul Allaerts | Spectateurs : 11 000 Arbitrage : Paul Allaerts |
| 17 septembre 2009 19 h 00 | Rapport                  |         |                   | Spectateurs : 11 000 Arbitrage : Paul Allaerts | Spectateurs : 11 000 Arbitrage : Paul Allaerts |

| 1re journée               | Rapid Vienne                           | 3 - 0   | Hambourg SV | Ernst-Happel-Stadion, Vienne                |                                             |
| 17 septembre 2009 19 h 00 | Hofmann 35e · Jelavić 44e · Drazan 76e | (2 - 0) |             | Spectateurs : 49 850 Arbitrage : Ivan Bebek | Spectateurs : 49 850 Arbitrage : Ivan Bebek |
| 17 septembre 2009 19 h 00 | Rapport                                |         |             | Spectateurs : 49 850 Arbitrage : Ivan Bebek | Spectateurs : 49 850 Arbitrage : Ivan Bebek |

| 2e journée               | Hambourg SV                              | 4 - 2   | Hapoël Tel-Aviv           | HSH Nordbank Arena, Hambourg                |                                             |
| 1er octobre 2009 21 h 05 | Berg 5e, 12e · Elia 41e · Zé Roberto 77e | (3 - 1) | Shechter 36e · Yeboah 61e | Spectateurs : 29 976 Arbitrage : István Vad | Spectateurs : 29 976 Arbitrage : István Vad |
| 1er octobre 2009 21 h 05 | Rapport                                  |         |                           | Spectateurs : 29 976 Arbitrage : István Vad | Spectateurs : 29 976 Arbitrage : István Vad |

| 2e journée               | Celtic de Glasgow | 1 - 1   | Rapid Vienne | Celtic Park, Glasgow                                        |                                                             |
| 1er octobre 2009 21 h 05 | McDonald 21e      | (1 - 1) | Jelavić 4e   | Spectateurs : 42 013 Arbitrage : Bruno Miguel Duarte Paixão | Spectateurs : 42 013 Arbitrage : Bruno Miguel Duarte Paixão |
| 1er octobre 2009 21 h 05 | Rapport           |         |              | Spectateurs : 42 013 Arbitrage : Bruno Miguel Duarte Paixão | Spectateurs : 42 013 Arbitrage : Bruno Miguel Duarte Paixão |

| 3e journée              | Celtic de Glasgow | 0 - 1   | Hambourg SV | Celtic Park, Glasgow                             |                                                  |
| 22 octobre 2009 19 h 00 |                   | (0 - 1) | Berg 63e    | Spectateurs : 38 821 Arbitrage : Gianluca Rocchi | Spectateurs : 38 821 Arbitrage : Gianluca Rocchi |
| 22 octobre 2009 19 h 00 | Rapport           |         |             | Spectateurs : 38 821 Arbitrage : Gianluca Rocchi | Spectateurs : 38 821 Arbitrage : Gianluca Rocchi |

| 3e journée              | Hapoël Tel-Aviv                                                               | 5 - 1   | Rapid Vienne | Bloomfield Stadium, Tel Aviv                        |                                                     |
| 22 octobre 2009 19 h 00 | Dober 30e (csc) · Menteshashvili 54e · Shechter 59e · Vermouth 69e · Lala 90e | (1 - 1) | Hofmann 31e  | Spectateurs : 12 500 Arbitrage : Kristinn Jakobsson | Spectateurs : 12 500 Arbitrage : Kristinn Jakobsson |
| 22 octobre 2009 19 h 00 | Rapport                                                                       |         |              | Spectateurs : 12 500 Arbitrage : Kristinn Jakobsson | Spectateurs : 12 500 Arbitrage : Kristinn Jakobsson |

| 4e journée              | Hambourg SV | 0 - 0 | Celtic de Glasgow | HSH Nordbank Arena, Hambourg                             |                                                          |
| 5 novembre 2009 21 h 05 |             |       |                   | Spectateurs : 45 037 Arbitrage : Carlos Velasco Carballo | Spectateurs : 45 037 Arbitrage : Carlos Velasco Carballo |
| 5 novembre 2009 21 h 05 | Rapport     |       |                   | Spectateurs : 45 037 Arbitrage : Carlos Velasco Carballo | Spectateurs : 45 037 Arbitrage : Carlos Velasco Carballo |

| 4e journée              | Rapid Vienne | 0 - 3   | Hapoël Tel-Aviv                       | Ernst-Happel-Stadion, Vienne                    |                                                 |
| 5 novembre 2009 21 h 05 |              | (0 - 1) | Yadin 13e · Vermouth 65e · Natkho 70e | Spectateurs : 49 000 Arbitrage : Tommy Skjerven | Spectateurs : 49 000 Arbitrage : Tommy Skjerven |
| 5 novembre 2009 21 h 05 | Rapport      |         |                                       | Spectateurs : 49 000 Arbitrage : Tommy Skjerven | Spectateurs : 49 000 Arbitrage : Tommy Skjerven |

| 5e journée              | Celtic de Glasgow        | 2 - 0   | Hapoël Tel-Aviv | Celtic Park, Glasgow                         |                                              |
| 2 décembre 2009 21 h 05 | Samaras 22e · Robson 68e | (1 - 0) |                 | Spectateurs : 32 000 Arbitrage : Tony Asumaa | Spectateurs : 32 000 Arbitrage : Tony Asumaa |
| 2 décembre 2009 21 h 05 | Rapport                  |         |                 | Spectateurs : 32 000 Arbitrage : Tony Asumaa | Spectateurs : 32 000 Arbitrage : Tony Asumaa |

| 5e journée              | Hambourg SV           | 2 - 0   | Rapid Vienne | HSH Nordbank Arena, Hambourg                 |                                              |
| 2 décembre 2009 21 h 05 | Jansen 47e · Berg 53e | (0 - 0) |              | Spectateurs : 45 737 Arbitrage : Bas Nijhuis | Spectateurs : 45 737 Arbitrage : Bas Nijhuis |
| 2 décembre 2009 21 h 05 | Rapport               |         |              | Spectateurs : 45 737 Arbitrage : Bas Nijhuis | Spectateurs : 45 737 Arbitrage : Bas Nijhuis |

| 6e journée               | Hapoël Tel-Aviv | 1 - 0   | Hambourg SV | Bloomfield Stadium, Tel Aviv                      |                                                   |
| 17 décembre 2009 19 h 00 | Yeboah 23e      | (1 - 0) |             | Spectateurs : 12 000 Arbitrage : Aleksei Nikolaev | Spectateurs : 12 000 Arbitrage : Aleksei Nikolaev |
| 17 décembre 2009 19 h 00 | Rapport         |         |             | Spectateurs : 12 000 Arbitrage : Aleksei Nikolaev | Spectateurs : 12 000 Arbitrage : Aleksei Nikolaev |

| 6e journée               | Rapid Vienne                 | 3 - 3   | Celtic de Glasgow              | Ernst-Happel-Stadion, Vienne                  |                                               |
| 17 décembre 2009 19 h 00 | Jelavić 1re, 8e · Salihi 19e | (3 - 1) | Fortuné 24e, 65e · McGowan 90e | Spectateurs : 48 000 Arbitrage : Robert Małek | Spectateurs : 48 000 Arbitrage : Robert Małek |
| 17 décembre 2009 19 h 00 | Rapport                      |         |                                | Spectateurs : 48 000 Arbitrage : Robert Małek | Spectateurs : 48 000 Arbitrage : Robert Małek |

## Groupe D
| Rang | Équipe            | Pts | J | G | N | P | Bp | Bc | Diff |
| ---- | ----------------- | --- | - | - | - | - | -- | -- | ---- |
| 1    | Sporting Portugal | 11  | 6 | 3 | 2 | 1 | 8  | 6  | +2   |
| 2    | Hertha Berlin     | 10  | 6 | 3 | 1 | 2 | 6  | 5  | +1   |
| 3    | SC Heerenveen     | 8   | 6 | 2 | 2 | 2 | 11 | 7  | +4   |
| 4    | FK Ventspils      | 3   | 6 | 0 | 3 | 3 | 3  | 10 | -7   |

| 1re journée               | Hertha BSC   | 1 - 1   | FK Ventspils | Olympiastadion, Berlin                      |                                             |
| 17 septembre 2009 19 h 00 | Piszczek 34e | (1 - 1) | Gauračs 48e  | Spectateurs : 13 454 Arbitrage : Alan Kelly | Spectateurs : 13 454 Arbitrage : Alan Kelly |
| 17 septembre 2009 19 h 00 | Rapport      |         |              | Spectateurs : 13 454 Arbitrage : Alan Kelly | Spectateurs : 13 454 Arbitrage : Alan Kelly |

| 1re journée               | SC Heerenveen            | 2 - 3   | Sporting Clube de Portugal | Abe Lenstra Stadion, Heerenveen                  |                                                  |
| 17 septembre 2009 19 h 00 | Sibon 12e · Dingsdag 77e | (0 - 2) | Liédson 17e, 40e, 88e      | Spectateurs : 26 000 Arbitrage : Alexei Nikolaev | Spectateurs : 26 000 Arbitrage : Alexei Nikolaev |
| 17 septembre 2009 19 h 00 | Rapport                  |         |                            | Spectateurs : 26 000 Arbitrage : Alexei Nikolaev | Spectateurs : 26 000 Arbitrage : Alexei Nikolaev |

| 2e journée               | Sporting Clube de Portugal | 1 - 0   | Hertha BSC | Estádio José Alvalade, Lisbonne                 |                                                 |
| 1er octobre 2009 21 h 05 | Adrien 18e                 | (1 - 0) |            | Spectateurs : 16 197 Arbitrage : Serge Gumienny | Spectateurs : 16 197 Arbitrage : Serge Gumienny |
| 1er octobre 2009 21 h 05 | Rapport                    |         |            | Spectateurs : 16 197 Arbitrage : Serge Gumienny | Spectateurs : 16 197 Arbitrage : Serge Gumienny |

| 2e journée               | FK Ventspils | 0 - 0   | SC Heerenveen | Skonto stadions, Riga                         |                                               |
| 1er octobre 2009 21 h 05 |              | (0 - 0) |               | Spectateurs : 3 500 Arbitrage : Oleg Oriekhov | Spectateurs : 3 500 Arbitrage : Oleg Oriekhov |
| 1er octobre 2009 21 h 05 | Rapport      |         |               | Spectateurs : 3 500 Arbitrage : Oleg Oriekhov | Spectateurs : 3 500 Arbitrage : Oleg Oriekhov |

| 3e journée              | FK Ventspils       | 1 - 2   | Sporting Clube de Portugal | Skonto stadions, Riga                        |                                              |
| 22 octobre 2009 21 h 05 | Laizāns 64e (pen.) | (0 - 1) | Veloso 6e · Moutinho 85e   | Spectateurs : 4 500 Arbitrage : Sascha Kever | Spectateurs : 4 500 Arbitrage : Sascha Kever |
| 22 octobre 2009 21 h 05 | Rapport            |         |                            | Spectateurs : 4 500 Arbitrage : Sascha Kever | Spectateurs : 4 500 Arbitrage : Sascha Kever |

| 3e journée              | Hertha BSC | 0 - 1   | SC Heerenveen | Olympiastadion, Berlin                            |                                                   |
| 22 octobre 2009 21 h 05 |            | (0 - 1) | Losada 36e    | Spectateurs : 13 134 Arbitrage : Costas Kapitanis | Spectateurs : 13 134 Arbitrage : Costas Kapitanis |
| 22 octobre 2009 21 h 05 | Rapport    |         |               | Spectateurs : 13 134 Arbitrage : Costas Kapitanis | Spectateurs : 13 134 Arbitrage : Costas Kapitanis |

| 4e journée              | Sporting Clube de Portugal | 1 - 1   | FK Ventspils  | Estádio José Alvalade, Lisbonne                     |                                                     |
| 5 novembre 2009 19 h 00 | Saleiro 22e                | (1 - 1) | Zamperini 15e | Spectateurs : 18 103 Arbitrage : Aleksandar Stavrev | Spectateurs : 18 103 Arbitrage : Aleksandar Stavrev |
| 5 novembre 2009 19 h 00 | Rapport                    |         |               | Spectateurs : 18 103 Arbitrage : Aleksandar Stavrev | Spectateurs : 18 103 Arbitrage : Aleksandar Stavrev |

| 4e journée              | SC Heerenveen       | 2 - 3   | Hertha BSC                               | Abe Lenstra Stadion, Heerenveen                       |                                                       |
| 5 novembre 2009 19 h 00 | Papadopulos 3e, 36e | (2 - 1) | Domovchiyski 21e, 52e · Wichniarek 90+1e | Spectateurs : 18 000 Arbitrage : Pavel Cristian Balaj | Spectateurs : 18 000 Arbitrage : Pavel Cristian Balaj |
| 5 novembre 2009 19 h 00 | Rapport             |         |                                          | Spectateurs : 18 000 Arbitrage : Pavel Cristian Balaj | Spectateurs : 18 000 Arbitrage : Pavel Cristian Balaj |

| 5e journée              | FK Ventspils | 0 - 1   | Hertha BSC  | Skonto stadions, Riga                      |                                            |
| 3 décembre 2009 21 h 05 |              | (0 - 1) | Raffael 12e | Spectateurs : 7 200 Arbitrage : István Vad | Spectateurs : 7 200 Arbitrage : István Vad |
| 3 décembre 2009 21 h 05 | Rapport      |         |             | Spectateurs : 7 200 Arbitrage : István Vad | Spectateurs : 7 200 Arbitrage : István Vad |

| 5e journée              | Sporting Clube de Portugal | 1 - 1   | SC Heerenveen | Estádio José Alvalade, Lisbonne                 |                                                 |
| 3 décembre 2009 21 h 05 | Grimi 90+1e                | (0 - 0) | Assaidi 47e   | Spectateurs : 12 204 Arbitrage : Pavel Královec | Spectateurs : 12 204 Arbitrage : Pavel Královec |
| 3 décembre 2009 21 h 05 | Rapport                    |         |               | Spectateurs : 12 204 Arbitrage : Pavel Královec | Spectateurs : 12 204 Arbitrage : Pavel Královec |

| 6e journée               | Hertha BSC | 1 - 0   | Sporting Clube de Portugal | Olympiastadion, Berlin                            |                                                   |
| 16 décembre 2009 19 h 00 | Kačar 70e  | (0 - 0) |                            | Spectateurs : 14 417 Arbitrage : Aleksei Kulbakov | Spectateurs : 14 417 Arbitrage : Aleksei Kulbakov |
| 16 décembre 2009 19 h 00 | Rapport    |         |                            | Spectateurs : 14 417 Arbitrage : Aleksei Kulbakov | Spectateurs : 14 417 Arbitrage : Aleksei Kulbakov |

| 6e journée               | SC Heerenveen                                         | 5 - 0   | FK Ventspils | Abe Lenstra Stadion, Heerenveen                       |                                                       |
| 16 décembre 2009 19 h 00 | Väyrynen 55e · Elm 58e · Sibon 77e, 78e · Janmaat 88e | (0 - 0) |              | Spectateurs : 18 000 Arbitrage : Robert Schörgenhofer | Spectateurs : 18 000 Arbitrage : Robert Schörgenhofer |
| 16 décembre 2009 19 h 00 | Rapport                                               |         |              | Spectateurs : 18 000 Arbitrage : Robert Schörgenhofer | Spectateurs : 18 000 Arbitrage : Robert Schörgenhofer |

## Groupe E
| Rang | Équipe        | Pts | J | G | N | P | Bp | Bc | Diff |
| ---- | ------------- | --- | - | - | - | - | -- | -- | ---- |
| 1    | AS Rome       | 13  | 6 | 4 | 1 | 1 | 10 | 5  | +5   |
| 2    | Fulham FC     | 11  | 6 | 3 | 2 | 1 | 8  | 6  | +2   |
| 3    | FC Bâle       | 9   | 6 | 3 | 0 | 3 | 10 | 7  | +3   |
| 4    | FK CSKA Sofia | 1   | 6 | 0 | 1 | 5 | 2  | 12 | -10  |

- Le match FC Bâle 3-1 CSKA Sofia a été reconnu manipulé par l'UEFA et l'arbitre Oleg Oriehkov a été suspendu à vie.

| 1re journée               | FK CSKA Sofia | 1 - 1   | Fulham FC  | Stade national Vassil Levski, Sofia            |                                                |
| 17 septembre 2009 19 h 00 | Michel 62e    | (0 - 0) | Kamara 65e | Spectateurs : 28 000 Arbitrage : Darko Ceferin | Spectateurs : 28 000 Arbitrage : Darko Ceferin |
| 17 septembre 2009 19 h 00 | Rapport       |         |            | Spectateurs : 28 000 Arbitrage : Darko Ceferin | Spectateurs : 28 000 Arbitrage : Darko Ceferin |

| 1re journée               | FC Bâle                      | 2 - 0   | AS Rome | Parc Saint-Jacques, Bâle                                 |                                                          |
| 17 septembre 2009 19 h 00 | Carlitos 12e · Almerares 87e | (1 - 0) |         | Spectateurs : 16 459 Arbitrage : Carlos Velasco Carballo | Spectateurs : 16 459 Arbitrage : Carlos Velasco Carballo |
| 17 septembre 2009 19 h 00 | Rapport                      |         |         | Spectateurs : 16 459 Arbitrage : Carlos Velasco Carballo | Spectateurs : 16 459 Arbitrage : Carlos Velasco Carballo |

| 2e journée               | AS Rome                  | 2 - 0   | FK CSKA Sofia | Stadio Olimpico, Rome                            |                                                  |
| 1er octobre 2009 21 h 05 | Okaka 20e · Perrotta 23e | (2 - 0) |               | Spectateurs : 20 000 Arbitrage : Vladimír Hriňák | Spectateurs : 20 000 Arbitrage : Vladimír Hriňák |
| 1er octobre 2009 21 h 05 | Rapport                  |         |               | Spectateurs : 20 000 Arbitrage : Vladimír Hriňák | Spectateurs : 20 000 Arbitrage : Vladimír Hriňák |

| 2e journée               | Fulham FC  | 1 - 0   | FC Bâle | Craven Cottage, Londres                         |                                                 |
| 1er octobre 2009 21 h 05 | Murphy 57e | (0 - 0) |         | Spectateurs : 16 100 Arbitrage : Michael Weiner | Spectateurs : 16 100 Arbitrage : Michael Weiner |
| 1er octobre 2009 21 h 05 | Rapport    |         |         | Spectateurs : 16 100 Arbitrage : Michael Weiner | Spectateurs : 16 100 Arbitrage : Michael Weiner |

| 3e journée              | CSKA Sofia | 0 - 2   | FC Bâle       | Stade national Vassil Levski, Sofia              |                                                  |
| 22 octobre 2009 21 h 05 |            | (0 - 1) | Frei 20e, 63e | Spectateurs : 17 000 Arbitrage : Manuel De Souza | Spectateurs : 17 000 Arbitrage : Manuel De Souza |
| 22 octobre 2009 21 h 05 | Rapport    |         |               | Spectateurs : 17 000 Arbitrage : Manuel De Souza | Spectateurs : 17 000 Arbitrage : Manuel De Souza |

| 3e journée              | Fulham FC     | 1 - 1   | AS Rome         | Craven Cottage, Londres                        |                                                |
| 22 octobre 2009 21 h 05 | Hangeland 12e | (1 - 0) | Andreolli 90+3e | Spectateurs : 22 200 Arbitrage : Paul Allaerts | Spectateurs : 22 200 Arbitrage : Paul Allaerts |
| 22 octobre 2009 21 h 05 | Rapport       |         |                 | Spectateurs : 22 200 Arbitrage : Paul Allaerts | Spectateurs : 22 200 Arbitrage : Paul Allaerts |

| 4e journée              | FC Bâle                             | 3 - 1   | FK CSKA Sofia | Parc Saint-Jacques, Bâle                       |                                                |
| 5 novembre 2009 19 h 00 | Gelabert 35e · Frei 45e (pen.), 67e | (2 - 0) | Yanchev 61e   | Spectateurs : 15 255 Arbitrage : Oleg Oriekhov | Spectateurs : 15 255 Arbitrage : Oleg Oriekhov |
| 5 novembre 2009 19 h 00 | Rapport                             |         |               | Spectateurs : 15 255 Arbitrage : Oleg Oriekhov | Spectateurs : 15 255 Arbitrage : Oleg Oriekhov |

| 4e journée              | AS Rome               | 2 - 1   | Fulham FC         | Stadio Olimpico, Rome                       |                                             |
| 5 novembre 2009 19 h 00 | Riise 69e · Okaka 76e | (0 - 1) | Kamara 19e (pen.) | Spectateurs : 20 000 Arbitrage : Kevin Blom | Spectateurs : 20 000 Arbitrage : Kevin Blom |
| 5 novembre 2009 19 h 00 | Rapport               |         |                   | Spectateurs : 20 000 Arbitrage : Kevin Blom | Spectateurs : 20 000 Arbitrage : Kevin Blom |

| 5e journée              | Fulham FC | 1 - 0   | FK CSKA Sofia | Craven Cottage, Londres                               |                                                       |
| 3 décembre 2009 21 h 05 | Gera 15e  | (1 - 0) |               | Spectateurs : 23 604 Arbitrage : Pavel Cristian Balaj | Spectateurs : 23 604 Arbitrage : Pavel Cristian Balaj |
| 3 décembre 2009 21 h 05 | Rapport   |         |               | Spectateurs : 23 604 Arbitrage : Pavel Cristian Balaj | Spectateurs : 23 604 Arbitrage : Pavel Cristian Balaj |

| 5e journée              | AS Rome                        | 2 - 1   | FC Bâle    | Stadio Olimpico, Rome                         |                                               |
| 3 décembre 2009 21 h 05 | Totti 32e (pen.) · Vučinić 59e | (1 - 1) | Huggel 18e | Spectateurs : 27 000 Arbitrage : Tony Chapron | Spectateurs : 27 000 Arbitrage : Tony Chapron |
| 3 décembre 2009 21 h 05 | Rapport                        |         |            | Spectateurs : 27 000 Arbitrage : Tony Chapron | Spectateurs : 27 000 Arbitrage : Tony Chapron |

| 6e journée               | FK CSKA Sofia | 0 - 3   | AS Rome                         | Stade national Vassil Levski, Sofia                 |                                                     |
| 16 décembre 2009 19 h 00 |               | (0 - 1) | Cerci 45+1e, 52e · Scardina 89e | Spectateurs : 10 000 Arbitrage : Aleksandar Stavrev | Spectateurs : 10 000 Arbitrage : Aleksandar Stavrev |
| 16 décembre 2009 19 h 00 | Rapport       |         |                                 | Spectateurs : 10 000 Arbitrage : Aleksandar Stavrev | Spectateurs : 10 000 Arbitrage : Aleksandar Stavrev |

| 6e journée               | FC Bâle                        | 2 - 3   | Fulham FC                  | Parc Saint-Jacques, Bâle                           |                                                    |
| 16 décembre 2009 19 h 00 | Frei 64e (pen.) · Streller 87e | (0 - 2) | Zamora 41e, 45e · Gera 77e | Spectateurs : 20 063 Arbitrage : Martin Ingvarsson | Spectateurs : 20 063 Arbitrage : Martin Ingvarsson |
| 16 décembre 2009 19 h 00 | Rapport                        |         |                            | Spectateurs : 20 063 Arbitrage : Martin Ingvarsson | Spectateurs : 20 063 Arbitrage : Martin Ingvarsson |

## Groupe F
| Rang | Équipe             | Pts | J | G | N | P | Bp | Bc | Diff |
| ---- | ------------------ | --- | - | - | - | - | -- | -- | ---- |
| 1    | Galatasaray SK     | 13  | 6 | 4 | 1 | 1 | 12 | 4  | +8   |
| 2    | Panathinaïkos      | 12  | 6 | 4 | 0 | 2 | 7  | 4  | +3   |
| 3    | FC Dinamo Bucarest | 6   | 6 | 2 | 0 | 4 | 4  | 12 | -8   |
| 4    | Sturm Graz         | 4   | 6 | 1 | 1 | 4 | 3  | 6  | -3   |

| 1re journée               | Panathinaïkos  | 1 - 3   | Galatasaray SK                               | Stade olympique, Athènes                           |                                                    |
| 17 septembre 2009 19 h 00 | Salpigidis 78e | (0 - 1) | Elano 5e · Baroš 48e · Sarriegi 58e (c.s.c.) | Spectateurs : 46 791 Arbitrage : Paolo Tagliavento | Spectateurs : 46 791 Arbitrage : Paolo Tagliavento |
| 17 septembre 2009 19 h 00 | Rapport        |         |                                              | Spectateurs : 46 791 Arbitrage : Paolo Tagliavento | Spectateurs : 46 791 Arbitrage : Paolo Tagliavento |

| 1re journée               | SK Sturm Graz | 0 - 1   | FC Dinamo Bucarest | UPC-Arena, Graz                              |                                              |
| 17 septembre 2009 19 h 00 |               | (0 - 0) | 80e Tamaş          | Spectateurs : 12 500 Arbitrage : Tony Asumaa | Spectateurs : 12 500 Arbitrage : Tony Asumaa |
| 17 septembre 2009 19 h 00 | Rapport       |         |                    | Spectateurs : 12 500 Arbitrage : Tony Asumaa | Spectateurs : 12 500 Arbitrage : Tony Asumaa |

| 2e journée               | FC Dinamo Bucarest | 0 - 1   | Panathinaïkos  | Stadionul Dinamo, Bucarest                        |                                                   |
| 1er octobre 2009 21 h 05 |                    | (0 - 0) | Karagounis 79e | Spectateurs : 0 Arbitrage : César Muñiz Fernández | Spectateurs : 0 Arbitrage : César Muñiz Fernández |
| 1er octobre 2009 21 h 05 | Rapport            |         |                | Spectateurs : 0 Arbitrage : César Muñiz Fernández | Spectateurs : 0 Arbitrage : César Muñiz Fernández |

| 2e journée               | Galatasaray SK | 1 - 1   | SK Sturm Graz  | Stade Ali Sami Yen, Istanbul                 |                                              |
| 1er octobre 2009 21 h 05 | Baroš 63e      | (0 - 1) | Beichler 45+1e | Spectateurs : 22 400 Arbitrage : Bas Nijhuis | Spectateurs : 22 400 Arbitrage : Bas Nijhuis |
| 1er octobre 2009 21 h 05 | Rapport        |         |                | Spectateurs : 22 400 Arbitrage : Bas Nijhuis | Spectateurs : 22 400 Arbitrage : Bas Nijhuis |

| 3e journée              | Galatasaray SK                                 | 4 - 1   | FC Dinamo Bucarest | Stade Ali Sami Yen, Istanbul                       |                                                    |
| 22 octobre 2009 21 h 05 | Kewell 32e · Nonda 42e, 46e · Elano 58e (pen.) | (2 - 0) | Boştină 61e        | Spectateurs : 22 000 Arbitrage : Martin Ingvarsson | Spectateurs : 22 000 Arbitrage : Martin Ingvarsson |
| 22 octobre 2009 21 h 05 | Rapport                                        |         |                    | Spectateurs : 22 000 Arbitrage : Martin Ingvarsson | Spectateurs : 22 000 Arbitrage : Martin Ingvarsson |

| 3e journée              | Panathinaïkos         | 1 - 0   | SK Sturm Graz | Stade olympique, Athènes                         |                                                  |
| 22 octobre 2009 21 h 05 | Salpigidis 60e (pen.) | (0 - 0) |               | Spectateurs : 31 127 Arbitrage : Peter Rasmussen | Spectateurs : 31 127 Arbitrage : Peter Rasmussen |
| 22 octobre 2009 21 h 05 | Rapport               |         |               | Spectateurs : 31 127 Arbitrage : Peter Rasmussen | Spectateurs : 31 127 Arbitrage : Peter Rasmussen |

| 4e journée              | FC Dinamo Bucarest | 0 - 3   | Galatasaray SK                      | Stadionul Dinamo, Bucarest                 |                                            |
| 5 novembre 2009 19 h 00 |                    | (0 - 2) | Kewell 22e · Nonda 24e · Mehmet 56e | Spectateurs : 0 Arbitrage : Michael Weiner | Spectateurs : 0 Arbitrage : Michael Weiner |
| 5 novembre 2009 19 h 00 | Rapport            |         |                                     | Spectateurs : 0 Arbitrage : Michael Weiner | Spectateurs : 0 Arbitrage : Michael Weiner |

| 4e journée              | SK Sturm Graz | 0 - 1   | Panathinaïkos   | UPC-Arena, Graz                                 |                                                 |
| 5 novembre 2009 19 h 00 |               | (0 - 0) | Katsouránis 70e | Spectateurs : 15 322 Arbitrage : Pavel Královec | Spectateurs : 15 322 Arbitrage : Pavel Královec |
| 5 novembre 2009 19 h 00 | Rapport       |         |                 | Spectateurs : 15 322 Arbitrage : Pavel Královec | Spectateurs : 15 322 Arbitrage : Pavel Královec |

| 5e journée              | Galatasaray SK     | 1 - 0   | Panathinaïkos | Stade Ali Sami Yen, Istanbul                |                                             |
| 3 décembre 2009 21 h 05 | Gilberto 50e (csc) | (1 - 0) |               | Spectateurs : 14 000 Arbitrage : Ivan Bebek | Spectateurs : 14 000 Arbitrage : Ivan Bebek |
| 3 décembre 2009 21 h 05 | Rapport            |         |               | Spectateurs : 14 000 Arbitrage : Ivan Bebek | Spectateurs : 14 000 Arbitrage : Ivan Bebek |

| 5e journée              | FC Dinamo Bucarest | 2 - 1   | SK Sturm Graz  | Stadionul Dinamo, Bucarest                                 |                                                            |
| 3 décembre 2009 21 h 05 | Niculae 41e, 57e   | (1 - 1) | Sonnleitner 5e | Spectateurs : 3 000 Arbitrage : Bruno Miguel Duarte Paixão | Spectateurs : 3 000 Arbitrage : Bruno Miguel Duarte Paixão |
| 3 décembre 2009 21 h 05 | Rapport            |         |                | Spectateurs : 3 000 Arbitrage : Bruno Miguel Duarte Paixão | Spectateurs : 3 000 Arbitrage : Bruno Miguel Duarte Paixão |

| 6e journée               | Panathinaïkos                 | 3 - 0   | FC Dinamo Bucarest | Stade olympique, Athènes                    |                                             |
| 16 décembre 2009 19 h 00 | Rukavina 54e · Cissé 80e, 85e | (0 - 0) |                    | Spectateurs : 19 617 Arbitrage : Kevin Blom | Spectateurs : 19 617 Arbitrage : Kevin Blom |
| 16 décembre 2009 19 h 00 | Rapport                       |         |                    | Spectateurs : 19 617 Arbitrage : Kevin Blom | Spectateurs : 19 617 Arbitrage : Kevin Blom |

| 6e journée               | SK Sturm Graz | 1 - 0   | Galatasaray SK | UPC-Arena, Graz                                |                                                |
| 16 décembre 2009 19 h 00 | Beichler 21e  | (1 - 0) |                | Spectateurs : 15 500 Arbitrage : Darko Ceferin | Spectateurs : 15 500 Arbitrage : Darko Ceferin |
| 16 décembre 2009 19 h 00 | Rapport       |         |                | Spectateurs : 15 500 Arbitrage : Darko Ceferin | Spectateurs : 15 500 Arbitrage : Darko Ceferin |

## Groupe G
| Rang | Équipe             | Pts | J | G | N | P | Bp | Bc | Diff |
| ---- | ------------------ | --- | - | - | - | - | -- | -- | ---- |
| 1    | Red Bull Salzbourg | 18  | 6 | 6 | 0 | 0 | 9  | 2  | +7   |
| 2    | Villarreal CF      | 9   | 6 | 3 | 0 | 3 | 8  | 6  | +2   |
| 3    | Lazio Rome         | 6   | 6 | 2 | 0 | 4 | 9  | 10 | -1   |
| 4    | Levski Sofia       | 3   | 6 | 1 | 0 | 5 | 1  | 9  | -8   |

| 1re journée               | SS Lazio   | 1 - 2   | Red Bull Salzbourg         | Stadio Olimpico, Rome                         |                                               |
| 17 septembre 2009 21 h 05 | Foggia 59e | (0 - 0) | Schiemer 82e · Janko 90+3e | Spectateurs : 25 000 Arbitrage : Saïd Ennjimi | Spectateurs : 25 000 Arbitrage : Saïd Ennjimi |
| 17 septembre 2009 21 h 05 | Rapport    |         |                            | Spectateurs : 25 000 Arbitrage : Saïd Ennjimi | Spectateurs : 25 000 Arbitrage : Saïd Ennjimi |

| 1re journée               | Villarreal CF | 1 - 0   | Levski Sofia | El Madrigal, Vila-real                    |                                           |
| 17 septembre 2009 21 h 05 | Nilmar 72e    | (0 - 0) |              | Spectateurs : 5 244 Arbitrage : Mike Dean | Spectateurs : 5 244 Arbitrage : Mike Dean |
| 17 septembre 2009 21 h 05 | Rapport       |         |              | Spectateurs : 5 244 Arbitrage : Mike Dean | Spectateurs : 5 244 Arbitrage : Mike Dean |

| 2e journée               | Levski Sofia | 0 - 4   | SS Lazio                                               | Stade Georgi Asparoukhov, Sofia                 |                                                 |
| 1er octobre 2009 19 h 00 |              | (0 - 2) | Matuzalém 22e · Zárate 45+1e · Meghni 67e · Rocchi 74e | Spectateurs : 16 500 Arbitrage : Nikolai Ivanov | Spectateurs : 16 500 Arbitrage : Nikolai Ivanov |
| 1er octobre 2009 19 h 00 | Rapport      |         |                                                        | Spectateurs : 16 500 Arbitrage : Nikolai Ivanov | Spectateurs : 16 500 Arbitrage : Nikolai Ivanov |

| 2e journée               | Red Bull Salzbourg     | 2 - 0   | Villarreal CF | Red Bull Arena, Salzbourg                         |                                                   |
| 1er octobre 2009 19 h 00 | Janko 21e · Tchoyi 84e | (1 - 0) |               | Spectateurs : 18 800 Arbitrage : Costas Kapitanis | Spectateurs : 18 800 Arbitrage : Costas Kapitanis |
| 1er octobre 2009 19 h 00 | Rapport                |         |               | Spectateurs : 18 800 Arbitrage : Costas Kapitanis | Spectateurs : 18 800 Arbitrage : Costas Kapitanis |

| 3e journée              | Red Bull Salzbourg | 1 - 0   | Levski Sofia | Red Bull Arena, Salzbourg                      |                                                |
| 22 octobre 2009 19 h 00 | Švento 45+2e       | (1 - 0) |              | Spectateurs : 17 800 Arbitrage : Hannes Kaasik | Spectateurs : 17 800 Arbitrage : Hannes Kaasik |
| 22 octobre 2009 19 h 00 | Rapport            |         |              | Spectateurs : 17 800 Arbitrage : Hannes Kaasik | Spectateurs : 17 800 Arbitrage : Hannes Kaasik |

| 3e journée              | SS Lazio                  | 2 - 1   | Villarreal CF | Stadio Olimpico, Rome                       |                                             |
| 22 octobre 2009 19 h 00 | Zárate 20e · Rocchi 90+2e | (1 - 1) | Eguren 40e    | Spectateurs : 20 000 Arbitrage : Ivan Bebek | Spectateurs : 20 000 Arbitrage : Ivan Bebek |
| 22 octobre 2009 19 h 00 | Rapport                   |         |               | Spectateurs : 20 000 Arbitrage : Ivan Bebek | Spectateurs : 20 000 Arbitrage : Ivan Bebek |

| 4e journée              | Levski Sofia | 0 - 1   | Red Bull Salzbourg | Stade Georgi Asparoukhov, Sofia               |                                               |
| 5 novembre 2009 21 h 05 |              | (0 - 0) | Schiemer 90+3e     | Spectateurs : 15 000 Arbitrage : Cüneyt Çakır | Spectateurs : 15 000 Arbitrage : Cüneyt Çakır |
| 5 novembre 2009 21 h 05 | Rapport      |         |                    | Spectateurs : 15 000 Arbitrage : Cüneyt Çakır | Spectateurs : 15 000 Arbitrage : Cüneyt Çakır |

| 4e journée              | Villarreal CF                                      | 4 - 1   | SS Lazio   | El Madrigal, Vila-real                        |                                               |
| 5 novembre 2009 21 h 05 | Pirès 2e, 15e (pen.) · Cani 13e · Rossi 83e (pen.) | (3 - 0) | Zárate 73e | Spectateurs : 15 000 Arbitrage : Knut Kircher | Spectateurs : 15 000 Arbitrage : Knut Kircher |
| 5 novembre 2009 21 h 05 | Rapport                                            |         |            | Spectateurs : 15 000 Arbitrage : Knut Kircher | Spectateurs : 15 000 Arbitrage : Knut Kircher |

| 5e journée              | Red Bull Salzbourg       | 2 - 1   | SS Lazio   | Red Bull Arena, Salzbourg                            |                                                      |
| 2 décembre 2009 19 h 00 | Afolabi 52e · Tchoyi 78e | (0 - 0) | Foggia 57e | Spectateurs : 26 270 Arbitrage : Alexandru Dan Tudor | Spectateurs : 26 270 Arbitrage : Alexandru Dan Tudor |
| 2 décembre 2009 19 h 00 | Rapport                  |         |            | Spectateurs : 26 270 Arbitrage : Alexandru Dan Tudor | Spectateurs : 26 270 Arbitrage : Alexandru Dan Tudor |

| 5e journée              | Levski Sofia | 0 - 2   | Villarreal CF         | Stade Georgi Asparoukhov, Sofia               |                                               |
| 2 décembre 2009 19 h 00 |              | (0 - 1) | Rossi 36e · Senna 84e | Spectateurs : 5 000 Arbitrage : Paul Allaerts | Spectateurs : 5 000 Arbitrage : Paul Allaerts |
| 2 décembre 2009 19 h 00 | Rapport      |         |                       | Spectateurs : 5 000 Arbitrage : Paul Allaerts | Spectateurs : 5 000 Arbitrage : Paul Allaerts |

| 6e journée               | SS Lazio | 0 - 1   | Levski Sofia | Stadio Olimpico, Rome      |                            |
| 17 décembre 2009 21 h 05 |          | (0 - 0) | Yovov 60e    | Arbitrage : William Collum | Arbitrage : William Collum |
| 17 décembre 2009 21 h 05 | Rapport  |         |              | Arbitrage : William Collum | Arbitrage : William Collum |

| 6e journée               | Villarreal CF | 0 - 1   | Red Bull Salzbourg | El Madrigal, Vila-real      |                             |
| 17 décembre 2009 21 h 05 |               | (0 - 1) | Švento 7e          | Arbitrage : Vladimír Hriňák | Arbitrage : Vladimír Hriňák |
| 17 décembre 2009 21 h 05 | Rapport       |         |                    | Arbitrage : Vladimír Hriňák | Arbitrage : Vladimír Hriňák |

## Groupe H
| Rang | Équipe           | Pts | J | G | N | P | Bp | Bc | Diff |
| ---- | ---------------- | --- | - | - | - | - | -- | -- | ---- |
| 1    | Fenerbahçe SK    | 15  | 6 | 5 | 0 | 1 | 8  | 3  | +5   |
| 2    | FC Twente        | 8   | 6 | 2 | 2 | 2 | 5  | 6  | -1   |
| 3    | Sheriff Tiraspol | 5   | 6 | 1 | 2 | 3 | 4  | 5  | -1   |
| 4    | Steaua Bucarest  | 4   | 6 | 0 | 4 | 2 | 3  | 5  | -2   |

| 1re journée               | Fenerbahçe SK | 1 - 2   | FC Twente     | Stade Şükrü Saraçoğlu                              |                                                    |
| 17 septembre 2009 21 h 05 | Topuz 71e     | (0 - 0) | Kufo 75e, 80e | Spectateurs : 35 000 Arbitrage : Claudio Circhetta | Spectateurs : 35 000 Arbitrage : Claudio Circhetta |
| 17 septembre 2009 21 h 05 | Rapport       |         |               | Spectateurs : 35 000 Arbitrage : Claudio Circhetta | Spectateurs : 35 000 Arbitrage : Claudio Circhetta |

| 1re journée               | Steaua Bucarest | 0 - 0   | Sheriff Tiraspol | Stadionul Steaua, Bucarest                 |                                            |
| 17 septembre 2009 21 h 05 |                 | (0 - 0) |                  | Spectateurs : 0 Arbitrage : Pavel Královec | Spectateurs : 0 Arbitrage : Pavel Královec |
| 17 septembre 2009 21 h 05 | Rapport         |         |                  | Spectateurs : 0 Arbitrage : Pavel Královec | Spectateurs : 0 Arbitrage : Pavel Královec |

| 2e journée               | Sheriff Tiraspol | 0 - 1   | Fenerbahçe SK | Bolshaya Sportivnaya Arena, Tiraspol                |                                                     |
| 1er octobre 2009 19 h 00 |                  | (0 - 0) | Alex 53e      | Spectateurs : 13 000 Arbitrage : Aleksandar Stavrev | Spectateurs : 13 000 Arbitrage : Aleksandar Stavrev |
| 1er octobre 2009 19 h 00 | Rapport          |         |               | Spectateurs : 13 000 Arbitrage : Aleksandar Stavrev | Spectateurs : 13 000 Arbitrage : Aleksandar Stavrev |

| 2e journée               | FC Twente | 0 - 0   | Steaua Bucarest | De Grolsch Veste, Enschede                       |                                                  |
| 1er octobre 2009 19 h 00 |           | (0 - 0) |                 | Spectateurs : 19 200 Arbitrage : Gianluca Rocchi | Spectateurs : 19 200 Arbitrage : Gianluca Rocchi |
| 1er octobre 2009 19 h 00 | Rapport   |         |                 | Spectateurs : 19 200 Arbitrage : Gianluca Rocchi | Spectateurs : 19 200 Arbitrage : Gianluca Rocchi |

| 3e journée              | Sheriff Tiraspol          | 2 - 0   | FC Twente | Bolshaya Sportivnaya Arena, Tiraspol         |                                              |
| 22 octobre 2009 19 h 00 | Balima 41e · França 90+4e | (1 - 0) |           | Spectateurs : 10 000 Arbitrage : Tony Asumaa | Spectateurs : 10 000 Arbitrage : Tony Asumaa |
| 22 octobre 2009 19 h 00 | Rapport                   |         |           | Spectateurs : 10 000 Arbitrage : Tony Asumaa | Spectateurs : 10 000 Arbitrage : Tony Asumaa |

| 3e journée              | Steaua Bucarest | 0 - 1   | Fenerbahçe SK      | Stadionul Steaua, Bucarest                        |                                                   |
| 22 octobre 2009 19 h 00 |                 | (0 - 0) | Kazim-Richards 59e | Spectateurs : 15 000 Arbitrage : Douglas McDonald | Spectateurs : 15 000 Arbitrage : Douglas McDonald |
| 22 octobre 2009 19 h 00 | Rapport         |         |                    | Spectateurs : 15 000 Arbitrage : Douglas McDonald | Spectateurs : 15 000 Arbitrage : Douglas McDonald |

| 4e journée              | FC Twente     | 2 - 1   | Sheriff Tiraspol   | De Grolsch Veste, Enschede                        |                                                   |
| 5 novembre 2009 21 h 05 | Stoch 7e, 89e | (1 - 0) | Tioté 67e (c.s.c.) | Spectateurs : 19 000 Arbitrage : Aleksei Kulbakov | Spectateurs : 19 000 Arbitrage : Aleksei Kulbakov |
| 5 novembre 2009 21 h 05 | Rapport       |         |                    | Spectateurs : 19 000 Arbitrage : Aleksei Kulbakov | Spectateurs : 19 000 Arbitrage : Aleksei Kulbakov |

| 4e journée              | Fenerbahçe SK                            | 3 - 1   | Steaua Bucarest | Stade Şükrü Saraçoğlu, Istanbul                   |                                                   |
| 5 novembre 2009 21 h 05 | André Santos 15e · Bilica 51e · Alex 67e | (1 - 1) | Kapetanos 38e   | Spectateurs : 26 000 Arbitrage : Thomas Einwaller | Spectateurs : 26 000 Arbitrage : Thomas Einwaller |
| 5 novembre 2009 21 h 05 | Rapport                                  |         |                 | Spectateurs : 26 000 Arbitrage : Thomas Einwaller | Spectateurs : 26 000 Arbitrage : Thomas Einwaller |

| 5e journée              | Sheriff Tiraspol | 1 - 1   | Steaua Bucarest | Bolshaya Sportivnaya Arena, Tiraspol            |                                                 |
| 2 décembre 2009 19 h 00 | Diedhiou 83e     | (0 - 0) | Juan Toja 87e   | Spectateurs : 12 500 Arbitrage : Tommy Skjerven | Spectateurs : 12 500 Arbitrage : Tommy Skjerven |
| 2 décembre 2009 19 h 00 | Rapport          |         |                 | Spectateurs : 12 500 Arbitrage : Tommy Skjerven | Spectateurs : 12 500 Arbitrage : Tommy Skjerven |

| 5e journée              | FC Twente | 0 - 1   | Fenerbahçe SK | De Grolsch Veste, Enschede                             |                                                        |
| 2 décembre 2009 19 h 00 |           | (0 - 0) | Lugano 71e    | Spectateurs : 24 000 Arbitrage : César Muñiz Fernández | Spectateurs : 24 000 Arbitrage : César Muñiz Fernández |
| 2 décembre 2009 19 h 00 | Rapport   |         |               | Spectateurs : 24 000 Arbitrage : César Muñiz Fernández | Spectateurs : 24 000 Arbitrage : César Muñiz Fernández |

| 6e journée               | Steaua Bucarest        | 1 - 1   | FC Twente       | Stadionul Steaua, Bucarest  |                             |
| 17 décembre 2009 21 h 05 | Pantelis Kapetanos 17e | (1 - 1) | Ronnie Stam 34e | Arbitrage : Manuel de Sousa | Arbitrage : Manuel de Sousa |

| 6e journée               | Fenerbahçe SK | 1 - 0   | Sheriff Tiraspol | Stade Şükrü Saraçoğlu, Istanbul |                         |
| 17 décembre 2009 21 h 05 | Boral 15e     | (1 - 0) |                  | Arbitrage : Zsolt Szabó         | Arbitrage : Zsolt Szabó |

## Groupe I
| Rang | Équipe           | Pts | J | G | N | P | Bp | Bc | Diff |
| ---- | ---------------- | --- | - | - | - | - | -- | -- | ---- |
| 1    | Benfica Lisbonne | 15  | 6 | 5 | 0 | 1 | 13 | 3  | +10  |
| 2    | Everton FC       | 9   | 6 | 3 | 0 | 3 | 7  | 9  | -2   |
| 3    | BATE Borisov     | 7   | 6 | 2 | 1 | 3 | 8  | 9  | -1   |
| 4    | AEK Athènes FC   | 4   | 6 | 1 | 1 | 4 | 5  | 11 | -6   |

| 1re journée               | Everton FC                                   | 4 - 0   | AEK Athènes FC | Goodison Park, Liverpool                      |                                               |
| 17 septembre 2009 21 h 05 | Yobo 10e · Distin 17e · Pienaar 37e · Jô 82e | (3 - 0) |                | Spectateurs : 26 747 Arbitrage : Robert Małek | Spectateurs : 26 747 Arbitrage : Robert Małek |
| 17 septembre 2009 21 h 05 | Rapport                                      |         |                | Spectateurs : 26 747 Arbitrage : Robert Małek | Spectateurs : 26 747 Arbitrage : Robert Małek |

| 1re journée               | SL Benfica                   | 2 - 0   | BATE Borisov | Estádio da Luz, Lisbonne                      |                                               |
| 17 septembre 2009 21 h 05 | Nuno Gomes 36e · Cardozo 41e | (2 - 0) |              | Spectateurs : 34 953 Arbitrage : Knut Kircher | Spectateurs : 34 953 Arbitrage : Knut Kircher |
| 17 septembre 2009 21 h 05 | Rapport                      |         |              | Spectateurs : 34 953 Arbitrage : Knut Kircher | Spectateurs : 34 953 Arbitrage : Knut Kircher |

| 2e journée               | AEK Athènes FC  | 1 - 0   | SL Benfica | Stade olympique, Athènes                            |                                                     |
| 1er octobre 2009 20 h 00 | Majstorović 43e | (1 - 0) |            | Spectateurs : 12 420 Arbitrage : Stefan Johannesson | Spectateurs : 12 420 Arbitrage : Stefan Johannesson |
| 1er octobre 2009 20 h 00 | Rapport         |         |            | Spectateurs : 12 420 Arbitrage : Stefan Johannesson | Spectateurs : 12 420 Arbitrage : Stefan Johannesson |

| 2e journée               | BATE Borisov     | 1 - 2   | Everton FC                | Stade Dinamo, Minsk                                   |                                                       |
| 1er octobre 2009 20 h 00 | Likhtarovich 16e | (1 - 0) | Fellaini 68e · Cahill 77e | Spectateurs : 23 000 Arbitrage : Pavel Cristian Balaj | Spectateurs : 23 000 Arbitrage : Pavel Cristian Balaj |
| 1er octobre 2009 20 h 00 | Rapport          |         |                           | Spectateurs : 23 000 Arbitrage : Pavel Cristian Balaj | Spectateurs : 23 000 Arbitrage : Pavel Cristian Balaj |

| 3e journée              | BATE Borisov             | 2 - 1   | AEK Athènes FC    | Stade Dinamo, Minsk                          |                                              |
| 22 octobre 2009 19 h 00 | Pawlaw 51e · Alumona 85e | (0 - 1) | Blanco 31e (pen.) | Spectateurs : 20 000 Arbitrage : Zsolt Szabó | Spectateurs : 20 000 Arbitrage : Zsolt Szabó |
| 22 octobre 2009 19 h 00 | Rapport                  |         |                   | Spectateurs : 20 000 Arbitrage : Zsolt Szabó | Spectateurs : 20 000 Arbitrage : Zsolt Szabó |

| 3e journée              | SL Benfica                                       | 5 - 0   | Everton FC | Estádio da Luz, Lisbonne                        |                                                 |
| 22 octobre 2009 19 h 00 | Saviola 14e, 83e · Cardozo 47e, 48e · Luisão 52e | (1 - 0) |            | Spectateurs : 44 534 Arbitrage : Nikolai Ivanov | Spectateurs : 44 534 Arbitrage : Nikolai Ivanov |
| 22 octobre 2009 19 h 00 | Rapport                                          |         |            | Spectateurs : 44 534 Arbitrage : Nikolai Ivanov | Spectateurs : 44 534 Arbitrage : Nikolai Ivanov |

| 4e journée              | AEK Athènes FC           | 2 - 2   | BATE Borisov                | Stade olympique, Athènes                    |                                             |
| 5 novembre 2009 21 h 05 | Blanco 1re · Manduca 38e | (2 - 2) | Rodionov 17e · Valodzka 25e | Spectateurs : 10 000 Arbitrage : Alon Yefet | Spectateurs : 10 000 Arbitrage : Alon Yefet |
| 5 novembre 2009 21 h 05 | Rapport                  |         |                             | Spectateurs : 10 000 Arbitrage : Alon Yefet | Spectateurs : 10 000 Arbitrage : Alon Yefet |

| 4e journée              | Everton FC | 0 - 2   | SL Benfica                | Goodison Park, Liverpool                      |                                               |
| 5 novembre 2009 21 h 05 |            | (0 - 0) | Saviola 63e · Cardozo 76e | Spectateurs : 30 790 Arbitrage : Saïd Ennjimi | Spectateurs : 30 790 Arbitrage : Saïd Ennjimi |
| 5 novembre 2009 21 h 05 | Rapport    |         |                           | Spectateurs : 30 790 Arbitrage : Saïd Ennjimi | Spectateurs : 30 790 Arbitrage : Saïd Ennjimi |

| 5e journée              | BATE Borisov              | 1 - 2   | SL Benfica                       | Stade Dinamo, Minsk                               |                                                   |
| 2 décembre 2009 19 h 00 | Miguel Vítor 69e (c.s.c.) | (0 - 0) | Saviola 46e · Fábio Coentrão 63e | Spectateurs : 10 000 Arbitrage : Thomas Einwaller | Spectateurs : 10 000 Arbitrage : Thomas Einwaller |
| 2 décembre 2009 19 h 00 | Rapport                   |         |                                  | Spectateurs : 10 000 Arbitrage : Thomas Einwaller | Spectateurs : 10 000 Arbitrage : Thomas Einwaller |

| 5e journée              | AEK Athènes FC | 0 - 1   | Everton FC       | Stade olympique, Athènes                           |                                                    |
| 2 décembre 2009 19 h 00 |                | (0 - 1) | Bilyaletdinov 6e | Spectateurs : 15 000 Arbitrage : Claudio Circhetta | Spectateurs : 15 000 Arbitrage : Claudio Circhetta |
| 2 décembre 2009 19 h 00 | Rapport        |         |                  | Spectateurs : 15 000 Arbitrage : Claudio Circhetta | Spectateurs : 15 000 Arbitrage : Claudio Circhetta |

| 6e journée               | SL Benfica        | 2 - 1   | AEK Athènes FC | Estádio da Luz, Lisbonne    |                             |
| 17 décembre 2009 21 h 05 | Di María 45e, 73e | (1 - 0) | Blanco 84e     | Arbitrage : Gianluca Rocchi | Arbitrage : Gianluca Rocchi |
| 17 décembre 2009 21 h 05 | Rapport           |         |                | Arbitrage : Gianluca Rocchi | Arbitrage : Gianluca Rocchi |

| 6e journée               | Everton FC | 0 - 1   | BATE Borisov | Goodison Park, Liverpool                       |                                                |
| 17 décembre 2009 21 h 05 |            | (0 - 0) | Yurevich 75e | Spectateurs : 18 242 Arbitrage : Selçuk Dereli | Spectateurs : 18 242 Arbitrage : Selçuk Dereli |
| 17 décembre 2009 21 h 05 | Rapport    |         |              | Spectateurs : 18 242 Arbitrage : Selçuk Dereli | Spectateurs : 18 242 Arbitrage : Selçuk Dereli |

## Groupe J
| Rang | Équipe               | Pts | J | G | N | P | Bp | Bc | Diff |
| ---- | -------------------- | --- | - | - | - | - | -- | -- | ---- |
| 1    | Shakhtar Donetsk     | 13  | 6 | 4 | 1 | 1 | 14 | 3  | +11  |
| 2    | Club Bruges          | 11  | 6 | 3 | 2 | 1 | 10 | 8  | +2   |
| 3    | Toulouse FC          | 7   | 6 | 2 | 1 | 3 | 6  | 11 | -5   |
| 4    | FK Partizan Belgrade | 3   | 6 | 1 | 0 | 5 | 6  | 14 | -8   |

| 1re journée               | FK Partizan Belgrade    | 2 - 3   | Toulouse FC                   | Stade du Partizan, Belgrade                    |                                                |
| 17 septembre 2009 21 h 05 | Krstajić 23e · Cléo 67e | (1 - 2) | Sirieix 30e, 38e · Devaux 49e | Spectateurs : 13 845 Arbitrage : Selçuk Dereli | Spectateurs : 13 845 Arbitrage : Selçuk Dereli |
| 17 septembre 2009 21 h 05 | Rapport                 |         |                               | Spectateurs : 13 845 Arbitrage : Selçuk Dereli | Spectateurs : 13 845 Arbitrage : Selçuk Dereli |

| 1re journée               | Club Bruges KV | 1 - 4   | Shakhtar Donetsk                                  | Stade Jan Breydel, Bruges                          |                                                    |
| 17 septembre 2009 21 h 05 | Geraerts 62e   | (0 - 3) | Gai 11e · Willian 19e · Srna 35e · Kravchenko 75e | Spectateurs : 17 770 Arbitrage : Martin Ingvarsson | Spectateurs : 17 770 Arbitrage : Martin Ingvarsson |
| 17 septembre 2009 21 h 05 | Rapport        |         |                                                   | Spectateurs : 17 770 Arbitrage : Martin Ingvarsson | Spectateurs : 17 770 Arbitrage : Martin Ingvarsson |

| 2e journée               | Toulouse FC              | 2 - 2   | Club Bruges KV             | Stadium, Toulouse                             |                                               |
| 1er octobre 2009 19 h 00 | Sissoko 54e · Gignac 84e | (0 - 0) | Akpala 52e · Perišić 90+3e | Spectateurs : 12 215 Arbitrage : Sascha Kever | Spectateurs : 12 215 Arbitrage : Sascha Kever |
| 1er octobre 2009 19 h 00 | Rapport                  |         |                            | Spectateurs : 12 215 Arbitrage : Sascha Kever | Spectateurs : 12 215 Arbitrage : Sascha Kever |

| 2e journée               | Shakhtar Donetsk                                                   | 4 - 1   | FK Partizan Belgrade | Donbass Arena, Donetsk                          |                                                 |
| 1er octobre 2009 19 h 00 | Lomić 24e (c.s.c.) · Luiz Adriano 39e · Jádson 54e · Rakytskiy 67e | (2 - 0) | Ljajić 86e           | Spectateurs : 49 480 Arbitrage : William Collum | Spectateurs : 49 480 Arbitrage : William Collum |
| 1er octobre 2009 19 h 00 | Rapport                                                            |         |                      | Spectateurs : 49 480 Arbitrage : William Collum | Spectateurs : 49 480 Arbitrage : William Collum |

| 3e journée              | Shakhtar Donetsk                                              | 4 - 0   | Toulouse FC | Donbass Arena, Donetsk                                      |                                                             |
| 22 octobre 2009 19 h 00 | Fernandinho 7e (pen.) · Luiz Adriano 24e, 56e · Hübschman 38e | (3 - 0) |             | Spectateurs : 50 217 Arbitrage : Bruno Miguel Duarte Paixão | Spectateurs : 50 217 Arbitrage : Bruno Miguel Duarte Paixão |
| 22 octobre 2009 19 h 00 | Rapport                                                       |         |             | Spectateurs : 50 217 Arbitrage : Bruno Miguel Duarte Paixão | Spectateurs : 50 217 Arbitrage : Bruno Miguel Duarte Paixão |

| 3e journée              | Club Bruges KV                   | 2 - 0   | FK Partizan Belgrade | Stade Jan Breydel, Bruges                  |                                            |
| 22 octobre 2009 19 h 00 | Perišić 4e · Brežančić 58e (csc) | (1 - 0) |                      | Spectateurs : 18 903 Arbitrage : Mike Dean | Spectateurs : 18 903 Arbitrage : Mike Dean |
| 22 octobre 2009 19 h 00 | Rapport                          |         |                      | Spectateurs : 18 903 Arbitrage : Mike Dean | Spectateurs : 18 903 Arbitrage : Mike Dean |

| 4e journée              | Toulouse FC | 0 - 2   | Shakhtar Donetsk           | Stadium, Toulouse                                      |                                                        |
| 5 novembre 2009 21 h 05 |             | (0 - 0) | Luiz Adriano 50e · Gai 63e | Spectateurs : 12 046 Arbitrage : César Muñiz Fernández | Spectateurs : 12 046 Arbitrage : César Muñiz Fernández |
| 5 novembre 2009 21 h 05 | Rapport     |         |                            | Spectateurs : 12 046 Arbitrage : César Muñiz Fernández | Spectateurs : 12 046 Arbitrage : César Muñiz Fernández |

| 4e journée              | FK Partizan Belgrade        | 2 - 4   | Club Bruges KV                                     | Stade du Partizan, Belgrade                           |                                                       |
| 5 novembre 2009 21 h 05 | Ljajić 52e · Washington 66e | (0 - 2) | Perišić 28e · Kouemaha 36e, 57e · Odjidja-Ofoe 74e | Spectateurs : 12 000 Arbitrage : Robert Schörgenhofer | Spectateurs : 12 000 Arbitrage : Robert Schörgenhofer |
| 5 novembre 2009 21 h 05 | Rapport                     |         |                                                    | Spectateurs : 12 000 Arbitrage : Robert Schörgenhofer | Spectateurs : 12 000 Arbitrage : Robert Schörgenhofer |

| 5e journée              | Toulouse FC | 1 - 0   | FK Partizan Belgrade | Stadium, Toulouse                                   |                                                     |
| 3 décembre 2009 19 h 00 | Braaten 54e | (0 - 0) |                      | Spectateurs : 11 123 Arbitrage : Kristinn Jakobsson | Spectateurs : 11 123 Arbitrage : Kristinn Jakobsson |
| 3 décembre 2009 19 h 00 | Rapport     |         |                      | Spectateurs : 11 123 Arbitrage : Kristinn Jakobsson | Spectateurs : 11 123 Arbitrage : Kristinn Jakobsson |

| 5e journée              | Shakhtar Donetsk | 0 - 0 | Club Bruges KV | Donbass Arena, Donetsk                       |                                              |
| 3 décembre 2009 19 h 00 |                  |       |                | Spectateurs : 46 000 Arbitrage : Zsolt Szabó | Spectateurs : 46 000 Arbitrage : Zsolt Szabó |
| 3 décembre 2009 19 h 00 | Rapport          |       |                | Spectateurs : 46 000 Arbitrage : Zsolt Szabó | Spectateurs : 46 000 Arbitrage : Zsolt Szabó |

| 6e journée               | Club Bruges KV | 1 - 0   | Toulouse FC | Stade Jan Breydel, Bruges                          |                                                    |
| 16 décembre 2009 21 h 05 | Perišić 90+2'  | (0 - 0) |             | Spectateurs : 23 668 Arbitrage : Svein Oddvar Moen | Spectateurs : 23 668 Arbitrage : Svein Oddvar Moen |
| 16 décembre 2009 21 h 05 | Rapport        |         |             | Spectateurs : 23 668 Arbitrage : Svein Oddvar Moen | Spectateurs : 23 668 Arbitrage : Svein Oddvar Moen |

| 6e journée               | FK Partizan Belgrade | 1 - 0   | Shakhtar Donetsk | Stade du Partizan                              |                                                |
| 16 décembre 2009 21 h 05 | Diarra 6e            | (1 - 0) |                  | Spectateurs : 6 000 Arbitrage : Michael Weiner | Spectateurs : 6 000 Arbitrage : Michael Weiner |
| 16 décembre 2009 21 h 05 | Rapport              |         |                  | Spectateurs : 6 000 Arbitrage : Michael Weiner | Spectateurs : 6 000 Arbitrage : Michael Weiner |

## Groupe K
| Rang | Équipe           | Pts | J | G | N | P | Bp | Bc | Diff |
| ---- | ---------------- | --- | - | - | - | - | -- | -- | ---- |
| 1    | PSV Eindhoven    | 14  | 6 | 4 | 2 | 0 | 9  | 3  | +6   |
| 2    | FC Copenhague    | 10  | 6 | 3 | 1 | 2 | 7  | 4  | +3   |
| 3    | AC Sparta Prague | 7   | 6 | 2 | 1 | 3 | 7  | 9  | -2   |
| 4    | CFR Cluj         | 3   | 6 | 1 | 0 | 5 | 4  | 11 | -7   |

| 1re journée               | AC Sparta Prague       | 2 - 2   | PSV Eindhoven          | Generali Arena, Prague                           |                                                  |
| 17 septembre 2009 21 h 05 | Hubník 76e · Zeman 87e | (0 - 0) | Reis 80e, 90+1e (pen.) | Spectateurs : 16 703 Arbitrage : Dougie McDonald | Spectateurs : 16 703 Arbitrage : Dougie McDonald |
| 17 septembre 2009 21 h 05 | Rapport                |         |                        | Spectateurs : 16 703 Arbitrage : Dougie McDonald | Spectateurs : 16 703 Arbitrage : Dougie McDonald |

| 1re journée               | CFR Cluj               | 2 - 0   | FC Copenhague | Stadionul Dr. Constantin Rădulescu, Cluj-Napoca   |                                                   |
| 17 septembre 2009 21 h 05 | Culio 53e · Traoré 75e | (0 - 0) |               | Spectateurs : 22 000 Arbitrage : Aleksei Kulbakov | Spectateurs : 22 000 Arbitrage : Aleksei Kulbakov |
| 17 septembre 2009 21 h 05 | Rapport                |         |               | Spectateurs : 22 000 Arbitrage : Aleksei Kulbakov | Spectateurs : 22 000 Arbitrage : Aleksei Kulbakov |

| 2e journée               | FC Copenhague | 1 - 0   | AC Sparta Prague | Parken, Copenhague                             |                                                |
| 1er octobre 2009 19 h 00 | N'Doye 25e    | (1 - 0) |                  | Spectateurs : 15 043 Arbitrage : Hannes Kaasik | Spectateurs : 15 043 Arbitrage : Hannes Kaasik |
| 1er octobre 2009 19 h 00 | Rapport       |         |                  | Spectateurs : 15 043 Arbitrage : Hannes Kaasik | Spectateurs : 15 043 Arbitrage : Hannes Kaasik |

| 2e journée               | PSV Eindhoven | 1 - 0   | CFR Cluj | Philips Stadion, Eindhoven                      |                                                 |
| 1er octobre 2009 19 h 00 | Bakkal 9e     | (0 - 0) |          | Spectateurs : 14 500 Arbitrage : Tommy Skjerven | Spectateurs : 14 500 Arbitrage : Tommy Skjerven |
| 1er octobre 2009 19 h 00 | Rapport       |         |          | Spectateurs : 14 500 Arbitrage : Tommy Skjerven | Spectateurs : 14 500 Arbitrage : Tommy Skjerven |

| 3e journée              | PSV Eindhoven | 1 - 0   | FC Copenhague | Philips Stadion, Eindhoven                  |                                             |
| 22 octobre 2009 19 h 00 | Reis 72e      | (0 - 0) |               | Spectateurs : 16 000 Arbitrage : Alan Kelly | Spectateurs : 16 000 Arbitrage : Alan Kelly |
| 22 octobre 2009 19 h 00 | Rapport       |         |               | Spectateurs : 16 000 Arbitrage : Alan Kelly | Spectateurs : 16 000 Arbitrage : Alan Kelly |

| 3e journée              | AC Sparta Prague       | 2 - 0   | CFR Cluj | Generali Arena, Prague                           |                                                  |
| 22 octobre 2009 19 h 00 | Kucka 15e · Hubník 32e | (2 - 0) |          | Spectateurs : 10 133 Arbitrage : Alexei Nikolaev | Spectateurs : 10 133 Arbitrage : Alexei Nikolaev |
| 22 octobre 2009 19 h 00 | Rapport                |         |          | Spectateurs : 10 133 Arbitrage : Alexei Nikolaev | Spectateurs : 10 133 Arbitrage : Alexei Nikolaev |

| 4e journée              | FC Copenhague       | 1 - 1   | PSV Eindhoven | Parken, Copenhague                               |                                                  |
| 5 novembre 2009 21 h 05 | Grønkjær 39e (pen.) | (1 - 0) | Dzsudzsák 72e | Spectateurs : 21 605 Arbitrage : Vladimír Hriňák | Spectateurs : 21 605 Arbitrage : Vladimír Hriňák |
| 5 novembre 2009 21 h 05 | Rapport             |         |               | Spectateurs : 21 605 Arbitrage : Vladimír Hriňák | Spectateurs : 21 605 Arbitrage : Vladimír Hriňák |

| 4e journée              | CFR Cluj                     | 2 - 3   | AC Sparta Prague                 | Stadionul Dr. Constantin Rădulescu, Cluj-Napoca |                                                |
| 5 novembre 2009 21 h 05 | Traoré 25e · Dubarbier 90+1e | (1 - 2) | Holenda 6e, 13e · Wilfried 90+6e | Spectateurs : 10 000 Arbitrage : Selçuk Dereli  | Spectateurs : 10 000 Arbitrage : Selçuk Dereli |
| 5 novembre 2009 21 h 05 | Rapport                      |         |                                  | Spectateurs : 10 000 Arbitrage : Selçuk Dereli  | Spectateurs : 10 000 Arbitrage : Selçuk Dereli |

| 5e journée              | PSV Eindhoven | 1 - 0   | AC Sparta Prague | Philips Stadion, Eindhoven                         |                                                    |
| 3 décembre 2009 19 h 00 | Reis 90+1e    | (0 - 0) |                  | Spectateurs : 29 500 Arbitrage : Martin Ingvarsson | Spectateurs : 29 500 Arbitrage : Martin Ingvarsson |
| 3 décembre 2009 19 h 00 | Rapport       |         |                  | Spectateurs : 29 500 Arbitrage : Martin Ingvarsson | Spectateurs : 29 500 Arbitrage : Martin Ingvarsson |

| 5e journée              | FC Copenhague             | 2 - 0   | CFR Cluj | Parken, Copenhague                             |                                                |
| 3 décembre 2009 19 h 00 | Vingaard 37e · N'Doye 43e | (2 - 0) |          | Spectateurs : 11 567 Arbitrage : Darko Ceferin | Spectateurs : 11 567 Arbitrage : Darko Ceferin |
| 3 décembre 2009 19 h 00 | Rapport                   |         |          | Spectateurs : 11 567 Arbitrage : Darko Ceferin | Spectateurs : 11 567 Arbitrage : Darko Ceferin |

| 6e journée               | AC Sparta Prague | 0 - 3   | FC Copenhague                         | Generali Arena, Prague                        |                                               |
| 16 décembre 2009 21 h 05 |                  | (0 - 0) | N'Doye 22e, 30e · Grønkjær 54e (pen.) | Spectateurs : 17 151 Arbitrage : Sascha Kever | Spectateurs : 17 151 Arbitrage : Sascha Kever |
| 16 décembre 2009 21 h 05 | Rapport          |         |                                       | Spectateurs : 17 151 Arbitrage : Sascha Kever | Spectateurs : 17 151 Arbitrage : Sascha Kever |

| 6e journée               | CFR Cluj | 0 - 2   | PSV Eindhoven                    | Stadionul Dr. Constantin Rădulescu, Cluj-Napoca |                                              |
| 16 décembre 2009 21 h 05 |          | (0 - 1) | Lazović 19e (pen.) · Amrabat 68e | Spectateurs : 3 000 Arbitrage : Saïd Ennjimi    | Spectateurs : 3 000 Arbitrage : Saïd Ennjimi |
| 16 décembre 2009 21 h 05 | Rapport  |         |                                  | Spectateurs : 3 000 Arbitrage : Saïd Ennjimi    | Spectateurs : 3 000 Arbitrage : Saïd Ennjimi |

## Groupe L
| Rang | Équipe          | Pts | J | G | N | P | Bp | Bc | Diff |
| ---- | --------------- | --- | - | - | - | - | -- | -- | ---- |
| 1    | Werder Brême    | 16  | 6 | 5 | 1 | 0 | 17 | 6  | +11  |
| 2    | Athletic Bilbao | 10  | 6 | 3 | 1 | 2 | 10 | 8  | +2   |
| 3    | CD Nacional     | 5   | 6 | 1 | 2 | 3 | 11 | 12 | -1   |
| 4    | Austria Vienne  | 2   | 6 | 0 | 2 | 4 | 4  | 16 | -12  |

| 1re journée               | Athletic Bilbao                       | 3 - 0   | FK Austria Vienne | San Mamés, Bilbao                           |                                             |
| 17 septembre 2009 21 h 05 | Llorente 8e (pen.), 24e · Muniain 56e | (2 - 0) |                   | Spectateurs : 26 000 Arbitrage : Kevin Blom | Spectateurs : 26 000 Arbitrage : Kevin Blom |
| 17 septembre 2009 21 h 05 | Rapport                               |         |                   | Spectateurs : 26 000 Arbitrage : Kevin Blom | Spectateurs : 26 000 Arbitrage : Kevin Blom |

| 1re journée               | CD Nacional                     | 2 - 3   | Werder Brême                        | Stade de Madère, Funchal                          |                                                   |
| 17 septembre 2009 21 h 05 | Felipe Lopes 68e · Halliche 75e | (0 - 1) | Frings 39e (pen.) · Pizarro 55e 85e | Spectateurs : 3 082 Arbitrage : Svein Oddvar Moen | Spectateurs : 3 082 Arbitrage : Svein Oddvar Moen |
| 17 septembre 2009 21 h 05 | Rapport                         |         |                                     | Spectateurs : 3 082 Arbitrage : Svein Oddvar Moen | Spectateurs : 3 082 Arbitrage : Svein Oddvar Moen |

| 2e journée               | Werder Brême                                                   | 3 - 1   | Athletic Bilbao | Weserstadion, Brême                                  |                                                      |
| 1er octobre 2009 19 h 00 | Hunt 18e · Naldo 41e · Niemeyer 61e, 64e · Frings 90+4e (pen.) | (2 - 0) | Llorente 90+1e  | Spectateurs : 24 305 Arbitrage : Alexandru Dan Tudor | Spectateurs : 24 305 Arbitrage : Alexandru Dan Tudor |
| 1er octobre 2009 19 h 00 | Rapport                                                        |         |                 | Spectateurs : 24 305 Arbitrage : Alexandru Dan Tudor | Spectateurs : 24 305 Arbitrage : Alexandru Dan Tudor |

| 2e journée               | FK Austria Vienne | 1 - 1   | CD Nacional | Stade Franz-Horr, Vienne                      |                                               |
| 1er octobre 2009 19 h 00 | Schumacher 76e    | (0 - 1) | Micael 35e  | Spectateurs : 11 000 Arbitrage : Tony Chapron | Spectateurs : 11 000 Arbitrage : Tony Chapron |
| 1er octobre 2009 19 h 00 | Rapport           |         |             | Spectateurs : 11 000 Arbitrage : Tony Chapron | Spectateurs : 11 000 Arbitrage : Tony Chapron |

| 3e journée              | FK Austria Vienne             | 2 - 2   | Werder Brême     | Stade Franz-Horr, Vienne                           |                                                    |
| 22 octobre 2009 19 h 00 | Sulimani 73e · Schumacher 87e | (0 - 1) | Pizarro 19e, 63e | Spectateurs : 11 000 Arbitrage : Paolo Tagliavento | Spectateurs : 11 000 Arbitrage : Paolo Tagliavento |
| 22 octobre 2009 19 h 00 | Rapport                       |         |                  | Spectateurs : 11 000 Arbitrage : Paolo Tagliavento | Spectateurs : 11 000 Arbitrage : Paolo Tagliavento |

| 3e journée              | Athletic Bilbao               | 2 - 1   | CD Nacional | San Mamés, Bilbao                           |                                             |
| 22 octobre 2009 19 h 00 | Etxeberria 67e · Llorente 86e | (0 - 1) | Micael 42e  | Spectateurs : 24 569 Arbitrage : István Vad | Spectateurs : 24 569 Arbitrage : István Vad |
| 22 octobre 2009 19 h 00 | Rapport                       |         |             | Spectateurs : 24 569 Arbitrage : István Vad | Spectateurs : 24 569 Arbitrage : István Vad |

| 4e journée              | Werder Brême               | 2 - 0   | FK Austria Vienne | Weserstadion, Brême                                 |                                                     |
| 5 novembre 2009 21 h 05 | Borowski 81e · Almeida 84e | (0 - 0) |                   | Spectateurs : 24 000 Arbitrage : Stefan Johannesson | Spectateurs : 24 000 Arbitrage : Stefan Johannesson |
| 5 novembre 2009 21 h 05 | Rapport                    |         |                   | Spectateurs : 24 000 Arbitrage : Stefan Johannesson | Spectateurs : 24 000 Arbitrage : Stefan Johannesson |

| 4e journée              | CD Nacional      | 1 - 1   | Athletic Bilbao       | Stade de Madère, Funchal                       |                                                |
| 5 novembre 2009 21 h 05 | Edgar 64e (pen.) | (0 - 0) | Etxeberria 85e (pen.) | Spectateurs : 2 945 Arbitrage : William Collum | Spectateurs : 2 945 Arbitrage : William Collum |
| 5 novembre 2009 21 h 05 | Rapport          |         |                       | Spectateurs : 2 945 Arbitrage : William Collum | Spectateurs : 2 945 Arbitrage : William Collum |

| 5e journée              | FK Austria Vienne | 0 - 3   | Athletic Bilbao                  | Stade Franz-Horr, Vienne                           |                                                    |
| 3 décembre 2009 19 h 00 |                   | (0 - 1) | Llorente 19e, 84e · San José 62e | Spectateurs : 11 000 Arbitrage : Svein Oddvar Moen | Spectateurs : 11 000 Arbitrage : Svein Oddvar Moen |
| 3 décembre 2009 19 h 00 | Rapport           |         |                                  | Spectateurs : 11 000 Arbitrage : Svein Oddvar Moen | Spectateurs : 11 000 Arbitrage : Svein Oddvar Moen |

| 5e journée              | Werder Brême                                  | 4 - 1   | CD Nacional | Weserstadion, Brême                         |                                             |
| 3 décembre 2009 19 h 00 | Rosenberg 31e, 34e · Moreno 84e · Marin 90+2e | (2 - 0) | Micael 61e  | Spectateurs : 24 784 Arbitrage : Alon Yefet | Spectateurs : 24 784 Arbitrage : Alon Yefet |
| 3 décembre 2009 19 h 00 | Rapport                                       |         |             | Spectateurs : 24 784 Arbitrage : Alon Yefet | Spectateurs : 24 784 Arbitrage : Alon Yefet |

| 6e journée               | Athletic Bilbao | 0 - 3   | Werder Brême                            | San Mamés, Bilbao                               |                                                 |
| 16 décembre 2009 21 h 05 |                 | (0 - 3) | Pizarro 13e · Naldo 20e · Rosenberg 36e | Spectateurs : 38 000 Arbitrage : Serge Gumienny | Spectateurs : 38 000 Arbitrage : Serge Gumienny |
| 16 décembre 2009 21 h 05 | Rapport         |         |                                         | Spectateurs : 38 000 Arbitrage : Serge Gumienny | Spectateurs : 38 000 Arbitrage : Serge Gumienny |

| 6e journée               | CD Nacional                                              | 5 - 1   | FK Austria Vienne | Stade de Madère, Funchal                         |                                                  |
| 16 décembre 2009 21 h 05 | Micael 23e, 57e · Mateus 33e · Tomašević 61e · Lopes 66e | (2 - 1) | Schumacher 21e    | Spectateurs : 3 000 Arbitrage : Costas Kapitanis | Spectateurs : 3 000 Arbitrage : Costas Kapitanis |
| 16 décembre 2009 21 h 05 | Rapport                                                  |         |                   | Spectateurs : 3 000 Arbitrage : Costas Kapitanis | Spectateurs : 3 000 Arbitrage : Costas Kapitanis |